# Cayo Aurelio Cota
Cayo o Gayo Aurelio Cota (en latín, Gaius Aurelius Cotta; 124 a. C.-73 a. C.) fue un político y orador de la República Romana. No debe ser confundido con otro cónsul del mismo nombre, Cayo Aurelio Cota, que fue cónsul en 252 a. C., junto con Publio Servilio Gémino.

## Familia y carrera política
Cayo, hermano de Lucio Aurelio Cota y de Marco Aurelio Cota, nació en 124 a. C. y su madre se llamaba Rutilia. Fue tío de Cayo Julio César el dictador a través de su hermana, Aurelia, la madre de César. En el año 92 a. C. defendió a su tío Publio Rutilio Rufo, que había sido acusado injustamente de extorsión en la provincia de Asia. Era partidario de Marco Livio Druso el tribuno de la plebe, que fue asesinado en 91 a. C., el mismo año en que Cota intentó obtener este cargo pero perdió las elecciones. Poco después, Cota fue procesado por la Lex Varia, que estaba destinada a perseguir a todos los que directa o indirectamente habían apoyado a los aliados de la guerra Social contra Roma en sus reclamaciones de obtener la ciudadanía. A fin de evitar su condena, Cota partió al exilio voluntariamente.

## Retorno y consulado
No volvió a Roma hasta 82 a. C., en el marco de la dictadura de Lucio Cornelio Sila. Quizás luchó en el 80 a. C. como propretor sin éxito contra Quinto Sertorio. Obtuvo el cargo de cónsul en 75 a. C., junto a Lucio Octavio. Se ganó la hostilidad de los optimates al aprobar una ley que anulaba la parte de la legislación silana que acotaba todos los derechos legislativos de los tribunos de la plebe. Los alcances exactos de esta ley, sin embargo, no son claros.
Otra ley de judiciis privatis, de la que no se tienen mayores datos, fue revocada al año siguiente por su hermano Marco Aurelio Cota. Durante su consulado firmó un tratado con el rey Hiempsal II de Numidia. 
Cota obtuvo el gobierno proconsular de la Galia y le fue concedido un triunfo a pesar de no llevar a cabo ninguna guerra auténtica. No obstante, el día antes de la celebración de su triunfo, Cota murió repentinamente debido a una antigua herida.

## Legado
Según Marco Tulio Cicerón, Cota y Publio Sulpicio Rufo fueron los mejores oradores de su tiempo. Físicamente ambos estaban incapacitados a la hora de mostrarse excepcionalmente apasionados en sus discursos, así que los éxitos de Cota se debían principalmente a la exhaustiva investigación de los hechos: se guardaba lo esencial del caso, evitando innecesarias digresiones. Su estilo era puro y simple. Cicerón nos los presenta como un interlocutor en su obra De oratore y De natura deorum (iii.). Los fragmentos de las Historiae de Salustio, contienen la forma de pronunciar los discursos de Cota.